# Hołosko

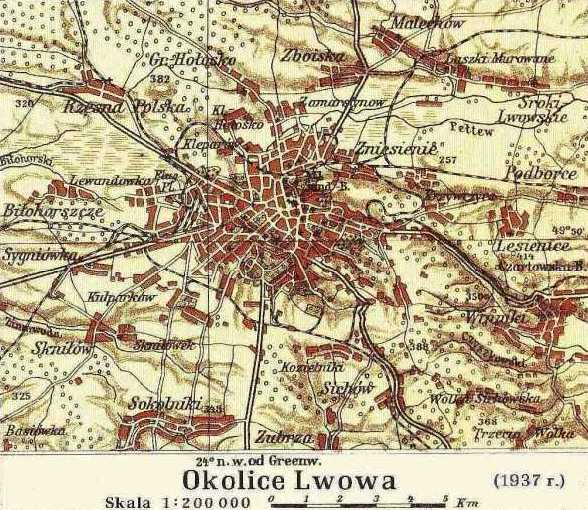
Okolice Lwowa, mapa topograficzna, 1937

Hołosko (ukr. Голоско) – dzielnica Lwowa, w rejonie szewczenkowskim, położona na krawędzi Roztocza, na północny zachód od Kleparowa i na zachód od Zamarstynowa; obejmuje Hołosko Małe i Hołosko Wielkie; pełni funkcje mieszkaniowe; cerkiew (1775), sanatorium (1910).

## Historia
W 1401 kupiec Mikołaj Zimmermann zakupił dwa łany na terenie uroczyska zwanego Ołosko (Hołosko), rok później założył folwark nazywany Hołosko Wielkie. Istnienie osady potwierdzają księgi sądowe z 1413. Córka Mikołaja Katarzyna otrzymała Hołosko w posagu i scedowała je na rzecz swojego męża Janusza, który pełnił funkcję poborcy podymnego. W 1422 syn Mikołaja Zimmermanna Jan założył drugi folwark, który nazwał Hołosko Małe. W późniejszym czasie Hołosko Wielkie przeszło na własność miasta Lwowa, w 1470 rajcowie miejscy wydali dekret zezwalający Janowi Hanelowi na sprowadzenie osadników, którzy w zamian za osiedlenie mieli opłacać czynsz. W XVI wieku osady stanowiły własność rodziny Szymonowiców, których krewnym był Szymon Szymonowic. Pomiędzy 1610 a 1615 część gruntów zakupili ławnicy miejscy, którzy wybudowali tu swoje dworki, część dochodów wpłacali do kasy miejskiej. Od II połowy XIX wieku większa część gruntów ponownie należała do miasta Lwów.
W 1910 w północnej części Hołoska Wielkiego w otulinie Lasu Brzuchowickiego powstało sanatorium przeciwgruźlicze i leczenia chorób płuc.
Rozporządzeniem z 11 kwietnia 1930 gmina wiejska Hołosko Małe została włączona do miasta, a zmiany wprowadzono w życie z dniem 1 kwietnia 1931. Hołosko Małe włączono do Dzielnicy III w 1930. W okresie dwudziestolecia międzywojennego w Lesie Brzuchowickim ulokowano wojskowe składy amunicji, znajdowały się one w Forcie Brzuchowickim. W dniach 15–16 września 1939 na terenie Hołoska walczyła w obronie miasta 35 Dywizja Piechoty.

## Współczesność
Hołosko jest dzielnicą, której większą część stanowi zabudowa jednorodzinna. Dopiero do połowy lat 90. powstają rozproszone bloki mieszkaniowe (okolice ulicy Pod Hołoskiem).
Przy końcu ulicy Warszawskiej znajduje się zaniedbany cmentarz polskich żołnierzy poległych w obronie Lwowa we wrześniu 1939, na którym spoczywa około 1000 obrońców. Znajduje się tam krzyż oraz napis „900 żołnierzy Wojska Polskiego poległych w walce z hitlerowskim najeźdźcą w obronie Rzeczypospolitej Polskiej w dniach 12 IX do 22 IX 1939 r.”. W 1978 doprowadzono trakcję trolejbusową. Na początku lat 80. XX wieku powstała tu najmłodsza lwowska nekropolia Cmentarz Hołoskowski. Na Hołosku swoją siedzibę ma Ukraińska Akademia Drukarstwa.

## Urodzeni w Hołosku
- Emil Godlewski (1875–1944) – polski lekarz, profesor embriologii i biologii
- Bogumił Nycz (ur. 1935) – ojciec cysters, wieloletni proboszcz parafii Matki Bożej Królowej Korony Polskiej w Gdańsku[6]
- Hieronim Warachim (1916–2011) – ojciec kapucyn, kapelan Armii Krajowej, Honorowy Obywatel Sędziszowa Małopolskiego[7].

## Zabytki
- Cerkiew Zaśnięcia św. Anny z 1775.